# Габор, Денеш
Де́неш Га́бор (Деннис Габор) (венг. Gábor Dénes; 5 июня 1900, Будапешт — 9 февраля 1979, Лондон) — венгерский физик, лауреат Нобелевской премии по физике в 1971 году «за изобретение и развитие голографического метода».

## Биография
Денеш Габор родился в еврейской семье в Будапеште 5 июня 1900 года, и имел при рождении имя Денеш Гюнсберг (Günszberg Dénes), был первым сыном Берната Гюнсберга (Günszberg Bernát) и Адели Якобович (Jakobovits Adél). В 1902 году семья получила разрешение поменять фамилию с Гюнсберг на Габор, в связи с проводимой в стране политикой мадьяризации. Уже в ранние годы у него проявился интерес к физике — вместе со своим братом Дьердем Денеш Габор воспроизводил в домашней лаборатории опыты, о которых он читал в научных книгах и журналах.
Габор получил специальность инженера в 1920 году в Техническом университете Будапешта. В 1921—1924 годах продолжил обучение в Техническом университете Берлина. После защиты диссертации в 1927 году начал работу в компании Siemens&Halske AG (сегодня компания Siemens). За время работы в компании сделал своё первое изобретение — ртутную лампу высокого давления. В 1933 году покинул Германию в связи со становлением режима нацистов и выехал на работу в Великобританию, в компанию British Thomson-Houston. В 1947 году он изобрёл голографию, за что и получил в 1971 году Нобелевскую премию по физике. Это открытие не получило коммерческого развития до появления лазера в 1960 году.
Габор также интересовался тем, как человек слышит и разговаривает. По результатам этих исследований он создал теорию гранулярного синтеза.
В 1948 году Габор перешёл работать в Имперский колледж Лондона и в 1958 году стал профессором прикладной физики и работал там до пенсии в 1967 году. После выхода на пенсию жил в основном в Италии.

## Награды и звания
- 1956 — член Лондонского королевского общества[4]
- 1964 — почётный член Венгерской академии наук
- 1967 — Медаль и премия Юнга[англ.]
- 1968 — Медаль Румфорда
- 1968 — Медаль Альберта Майкельсона
- 1970 — Медаль Почёта IEEE
- 1970 — Командор Ордена Британской империи
- 1971 — Нобелевская премия по физике
- 1971 — Премия Хольвека
- 1973 — Мемориальные лекции Вейцмана
- 1973 — иностранный член Национальной академии наук США[5]